# Jean Benda
Hans „Jean“ Benda (* 1874; † 1949) war ein deutscher Geiger und Violinpädagoge.

## Leben

### Herkunft und Ausbildung
Hans Benda stammt aus der seit dem 19. Jahrhundert aktiven Musikerfamilie Benda. Seine Mutter, die 1838 geborene Johanna Benda, war eine Pianistin, die mit Clara Schumann befreundet war und mit ihr vierhändig spielte. Sie ließ ihn seit seinem 6. Lebensjahr Geige studieren. Da Künstler wie Eugen d’Albert, Anton Rubinstein, Joseph Joachim oft Gäste der Familie waren, interessierte sich bald auch Joseph Joachim für den jungen Benda und empfahl ihn Hugo Heermann, einem Repräsentanten der französisch-belgischen Geigenschule. Ab 1900 studierte er mit Henri Marteau, der ihn als einzigen Mitarbeiter im Geigenunterricht nach Berlin einlud, wo er zum Nachfolger Joseph Joachims für die Virtuosenklassen an der „Königlichen Akademie für Musik“ ernannt wurde. Heute (2012) unterrichtet François Benda, ein Enkel dieses Geigers, als Professor für Klarinette an derselben Hochschule, die heute „Universität der Künste Berlin“ heißt.

### Wirken
Hans (Jean) Benda war einer der ersten, der die verschiedenen Violinschulen vereinheitlichte, da man traditionell in seiner Familie nach den Prinzipien der deutschen Schule spielte, und er als Basis seines Unterrichtes die Prinzipien der französisch-belgischen Schule verwendete, inklusive der Technik des „fliegenden Spiccatos“. Auch als Professor am Hochschen Konservatorium in Frankfurt am Main bildete er bedeutende Geiger aus. Seine Henri Marteau gewidmeten und in Leipzig erschienenen „Etüden-Kapricen op. 45“ für Violine festigten seinen Ruf als Geigenvirtuose und Violinpädagoge. Am „Conservatoire National de Paris“ wurden sie wegen ihrer neuen Techniken und ihrem hohen musikalischen Wert eingeführt. Noch heute finden diese Kompositionen in der Ausbildung von Geigern Verwendung. Jean Benda ist auch als Herausgeber und Bearbeiter verschiedener Werke, Adaptationen und Kadenzen des Violinrepertoires in Erscheinung getreten.
Aus seiner Ehe mit der Pianistin Dora Benda-Hamann gingen die Geigerin Lola Benda und der Pianist, Komponist und Klavierpädagoge Sebastian Benda hervor.